# Ставропольский театр оперетты
Ставропольский государственный краевой театр оперетты — российский театр оперетты, расположенный в Пятигорске Ставропольского края по адресу ул. Кирова 17, парк «Цветник». Основан 10 марта 1939 году как Пятигорский театр музыкальной комедии, нынешнее своё название театр получил в 1997 году.

## История
Предыстория

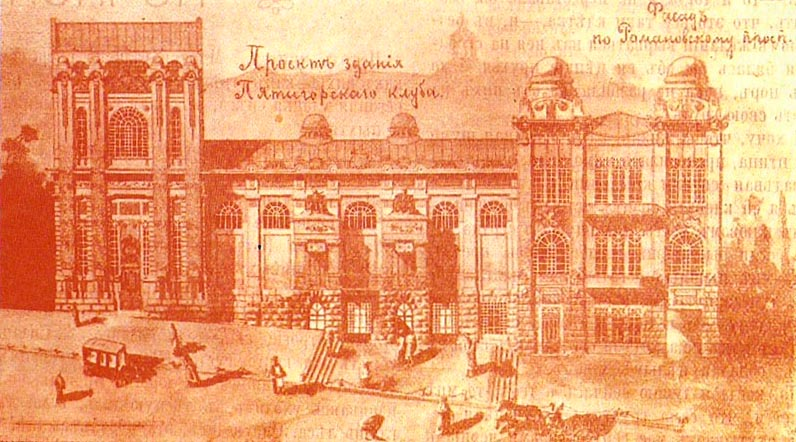
Проект фасада Всесословного клуба (1914)

Здание, в котором располагается Ставропольский краевой театр оперетты, было построено в 1914 году как Народный дом по проекту архитектора Николая Всеволодовича Герасимова (по другим данным — архитектора А. И. Кузнецова) для Пятигорского Общественного Всесословного клуба. Здание, построенное на склоне Горячей горы, удачно вписано в сложный рельеф местности.
Открылся 17 мая 1915 года и имел, кроме театрального зрительного зала, одну из лучших в городе библиотек, фойе для балов, ресторан, бильярдную. Развлекал здесь «водяное общество» московский театр-кабаре «Летучая мышь», который ставил комедии, балеты и оперетты. В 1918 году большевики преобразовали Всесословный клуб в Народный дом, где проходили революционные митинги, — с балкона именно этого здания была провозглашена советская власть на Тереке. В смутное время Гражданской войны клуб был разграблен бесчинствующими толпами. После восстановления в Пятигорске Советской власти в 1920 году Народный дом был переименован в Рабочий дворец, затем в Дворец профсоюзов. Помимо театра здесь работала библиотека, устраивались различные выставки. В 1925-м здание стало называться клубом им. Карла Маркса.
В 1934 году, после того как Пятигорск стал центром Северо-Кавказского края, здесь был открыт краевой драматический театр. В 1935 году, когда труппа выехала на гастроли, помещения в театре переоборудовали и расширили, было построено общежитие на Горячей горе. После очередной административной реорганизации в 1937 году центром вновь созданного Орджоникидзевского края стал город Ставрополь, и краевой драмтеатр был переведен в центр.
Основание Пятигорского театра музыкальной комедии
В 1937 году в Пятигорске было организовано отделение Государственной филармонии на Кавказских Минеральных водах, которое занималось приёмом и организацией работы гастрольных и сезонных театральных трупп, не имея постоянной и театральной труппы. В 1939 году был организован на базе ликвидированного отделения филармонии театр музыкальной комедии, который входил в состав Государственной филармонии на Кавминводах в Кисловодске.
10 марта 1939 года в краевой газете «Орджоникидзевская правда» появилось сообщение начальника краевого управления по делам искусств О. Алиева о начале работы театра в Пятигорске: «День открытия XVIII съезда партии (10 марта) ознаменовывается началом сезона городского театра музыкальной комедии». Это была труппа Чечено-Ингушского театра, которая уже была знакома пятигорским зрителям так как несколько лет подряд приезжала в Пятигорск на гастроли. Среди артистов труппы был молодой Махмуд Эсамбаев. Сезон открылся опереттой Б. Александрова «Свадьба в Малиновке». 1939 год считается годом основания нынешнего краевого театра оперетты. Всего в период с 1939 по 1941 год было поставлено четырнадцать музыкальных постановок. Репертуар пополнялся венской классической опереттой и современными советскими музыкальными комедиями.
Театр во время Великой Отечественной войны
С конца марта до декабря 1942 года в театре давала спектакли труппа театра под руководством С. Э. Радлова.
9 августа 1942 года Пятигорск был оккупирован немцами. 14 августа 1942 года театр возобновил работу, спектакли шли на русском языке. По всему городу развешены афиши с репертуаром театра.
11 января 1943 года части 9-й и 37-й армий освободили Пятигорск. Часть театральной труппы успела эвакуироваться на Дальний Восток. В это время в здании театра работал немецкий офицерский клуб и Пятигорский городской театр с объединённой труппой — драматической и опереточной. Среди постановок объединённой труппы числятся оперетты: «Сильва», «Мариэтта», «Голубая мазурка», «Коломбина», «Жрица огня», «Веселая вдова» и драмы: «Бесприданница», «Дама с камелиями», «Эмилия Галотти», «Бразильская тетушка». 10 января 1943 года оккупанты, уходя из города, подожгли театр в числе других крупных зданий. Для тушения пожара воду приходилось носить из Лермонтовских ванн. Всю ночь люди по цепочке передавали друг другу ведра. Помогли потушить пожар подоспевшие к утру красноармейцы.
17 марта 1943 газета «Пятигорская правда» сообщила о начале работы городского театра музыкальной комедии в восстановленном здании. Первая постановка оперетты «Гейша» режиссёра Г. П. Пассона состоялась 6 апреля. Безымянный рецензент спектакля писал в «Пятигорской правде»: «Учитывая трудности, в условиях которых находился театр, можно было ожидать, что премьера будет страдать многими и серьёзными недостатками. Но этого не случилось». Осталось непонятным в каких условиях проходил этот первый спектакль, чем освещали сцену и отапливали зал, так как электричество в городе было включено лишь спустя несколько дней. В свои выходные дни артисты устраивали спектакли, а собранные средства перечисляли в фонд обороны. В новогоднюю ночь с 1944 на 1945 год в театре был устроен концерт-бал, в котором приняло участие около 1000 человек. Собранные средства были направлены в фонд помощи семьям фронтовиков. Первого января впервые для детей в театре провели ёлку. Их встречали Дед Мороз и Снегурочка, артисты балета подготовили специальный концерт, показали его в тот день три раза, несколько тысяч юных жителей города получили подарки. С тех пор каждый год в театре устраивают ёлку для детей, готовят специальную программу и обязательно на сцене разыгрывают сказки, каждый год — разные.
Послевоенный период

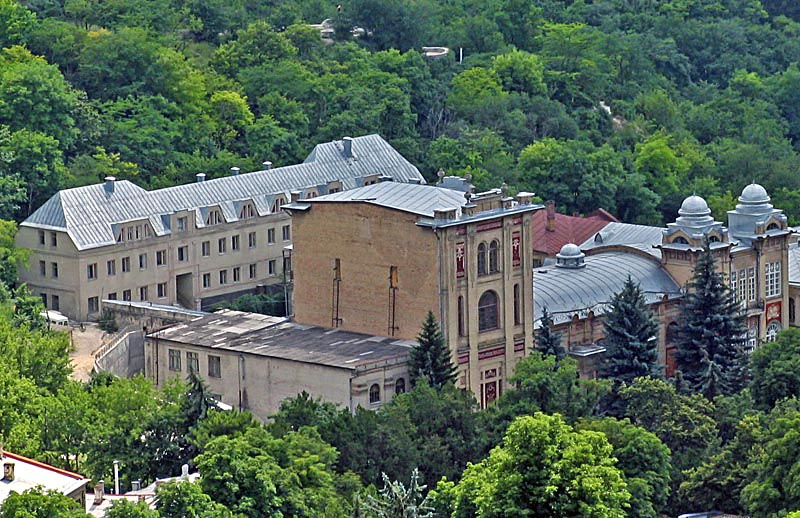
Вид на театр и общежитие с горы Машук (2004)

В марте 1948 года состоялась премьера оперетты «Вольный ветер», ставшей последней постановкой Пятигорского театра музыкальной комедии на Кавказских минеральных водах. 14 марта 1948 года в Пятигорск был переведён Ставропольский краевой театр музыкальной комедии (был организован в Ставрополе в 1943 году), и в его коллектив влились лучшие силы пятигорской труппы. В жизни театра начался новый период. Помимо классической оперетты ставились современные музыкальные комедии. Труппа театра постоянно пополнялась новыми актёрами, театр часто выезжал на гастроли по всей России. Самым важным событием в жизни театра в пятидесятые годы стало участие во Всемирном фестивале молодежи и студентов в Москве в 1957 году. Тем самым отмечалось большое значение Ставропольского краевого театра музыкальной комедии. О возросшей роли театра оперетты в культурной жизни Пятигорска говорит тот факт, что в 1972 году несколько учреждений стали отмечать в своих коллективах «День театра». В театральной библиотеке сохранился «Календарь коллективных посещений трудящимися города Пятигорска спектаклей Ставропольского краевого театра музыкальной комедии», в котором перечислены почти все учреждения города.
В 1960-70-е годы постоянно обновляя классический репертуар и продолжая ставить новые современные спектакли, театр стал широко использовать гастрольную практику: Уфа и Астрахань в 1960-м, Пенза и Куйбышев в 1961-м, Архангельск и Ярославль в 1962-м. Большим событием стали гастроли в Москве в 1964-м.
1980-е годы стали годами снижения зрительского интереса к оперетте. У людей появились другие разносторонние увлечения, и театру уже не уделяли того внимания, что было раньше. В процессе поиска новых решений было решено организовывать театральные субботы для детей, устроить нечто вроде клуба. Школы города откликнулись и отправили своих детей на необычные занятия.
В условиях перестройки театр был переведен на хозрасчёт, нужно было зарабатывать деньги чтобы обеспечить театр самым необходимым. В 1988 году актёры впервые за многие годы не смогли поехать на гастроли. Здание театра ветшало, начало ремонта совпало с периодом перестройки. Десятилетиями процветавший курорт приходил в упадок, исчезла публика, количество спектаклей уменьшилось, все реже выступали на других сценических площадках. Труппа театра старела, остро стояла проблема жилья — многие актёры снимали квартиры на нищенскую зарплату. В декабре 1997 года театр получил новое название Ставропольский государственный краевой театр оперетты. В сложных условиях творческий коллектив труппы продолжил линию на постановку классической оперетты, на отточенное звучание оркестра.
Театр сегодня

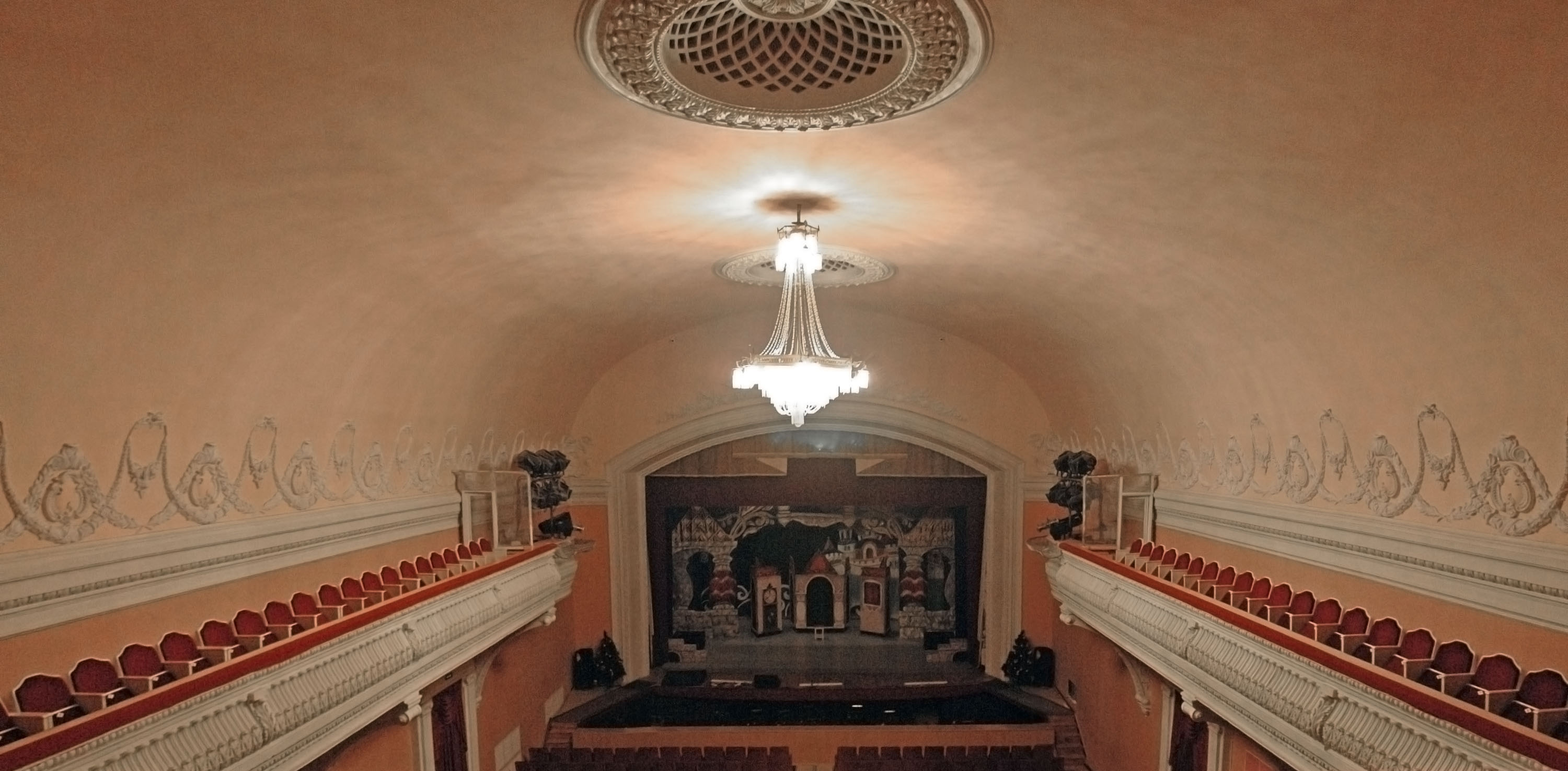
Зрительный зал и сцена (2010)

«В выборе репертуара и его интерпретации, в решении постановочных задач пятигорская оперетта остается островком верности тому стилю, который был сформирован за много лет отечественным музыкальным театром в легком жанре», — отметил журнал «Музыкальная жизнь». Но, как и многие театры России, особенно театры малых городов, Ставропольский государственный театр оперетты испытывает немалые трудности: нет стабильного финансирования, нет возможности предложить артистам достойную оплату и жилье. У театра есть свое общежитие, но мест в нём уже недостаточно.

## Режиссёры
- с 1980 — В. А. Шестаков[4]
- Инна Рафаиловна Хачатурова

## Актёры
заслуженные артисты России:
- Алим Абалмасов, заслуженный артист Азербайджана (в театре с 1997 года)
- Виктор Гусаков (в театре с 1980 года)
- Евгений Зайцев (в театре с 1975 года)
- Ирина Комленко (в театре с 1982 года)
- Николай Смирнов (в театре с 1975 года)
- Наталья Таланова (в театре с 1981 года)

артисты-вокалисты (солисты) Ирина Абгарян, Николай Бондарев, Владимир Басов, Елена Басова, Наталия Виноградова, Зинаида Зайцева, Оксана Клименко, Николай Качанович, Галина Перерва, Алексей Парфёнов, Дмитрий Патров, Ирина Рудоман, Юлия Сивкова, Сергей Сухоруков, Никита Рыкунов, Наталья Тысячная, Оксана Филиппова, Сергей Шадрин, Ольга Шиманская, Алексей Яковлев, Рустам Вайдман.
Актёры прошлого
- Водяной Михаил (1943—1945), Заслуженный артист Украинской ССР (1957), Народный артист Украинской ССР (1964), Народный артист СССР (1976)
- Барон Семён Львович (1940—2016), заслуженный артист РФ[7].

## Репертуар

### Современный репертуар
Репертуар театра ориентирован, в основном, на классических композиторов оперетты — Кальман, Штраус, Оффенбах, Легар. Каждый год ставится 1-2 новых спектакля, к зимним школьным каникулам ставится детский спектакль. 
Основные спектакли, идущие в театре:
для детей:
- Летучий корабль
- Спящая красавица
- Снежная королева
- Бременские музыканты
- Маугли
- Буратино
- Морозко
- Щелкунчик
- Белоснежка и семь гномов
- Царевна-Лягушка

для взрослых:
- Сильва
- Прекрасная Елена
- Сорочинская ярмарка
- Ключ на мостовой, Званый ужин с итальянцами
- Баядера
- Как вернуть мужа
- Веселая вдова
- Труффальдино из Бергамо
- Здравствуйте, я ваша тётя!
- Летучая мышь
- Свадьба с генералом
- Моя прекрасная Леди
- Рыцарские страсти
- Фиалка Монмартра
- Ханума
- Цыганский барон
- Травиата
- Графиня Марица
- Уж замуж невтерпеж (комический балет)

## Награды
- Орден «За заслуги в культуре и искусстве» (3 марта 2025 года) — за заслуги в области культуры и искусства, многолетнюю плодотворную деятельность[8].